# زمرديات جنوبية
زمرديات جنوبية أو سينثيمسيات (سين بمعنى مع أو سويا وثيمس زوج زيوس) (الاسم العلمي: Synthemistidae)، فصيلة حشرات يعسوبية من مقترنات الأجنحة. هذه الفصيلة تتكون من سبعة أجناس وثلاثة وأربعون نوعًا. تبدو مشابهة لفصيلة يعسوبيات هراوية والإسفيناوية. تُعامل هذه الفصيلة أحيانًا على أنها فُصيلة من اليعسوبيات الهراوية. هذه فصيلة قديمة من اليعاسيب، توجد بعض أنواعها في أستراليا وغينيا الجديدة. معظم الأنواع صغيرة الحجم وذات بطون ضيقة. حورياتها تسكن في القيعان، وتقاوم الجفاف عن طريق دفن نفسها بعمق شديد. غالبًا ما تفضل يعاسيب الزمرديات الجنوبية مناطق المستنقعات، وكذلك التيارات سريعة التدفق.

## الأجناس
تشتمل الفصيلة على الأجناس التالية:
- Apocordulia Watson, 1980
- Archaeophya Fraser, 1959
- Archaeosynthemis Carle, 1995
- Austrocordulia Tillyard, 1909
- Austrophya Tillyard, 1909
- Austrosynthemis Carle, 1995
- Choristhemis Tillyard, 1910
- ذو القامة الهراوية Selys, 1870
- Eusynthemis Förster, 1903
- Gomphomacromia Brauer, 1864
- Hesperocordulia Tillyard, 1911
- Idionyx Hagen, 1867
- Idomacromia Karsch, 1896
- Lathrocordulia Tillyard, 1911
- Lauromacromia Geijskes, 1970
- Macromidia Martin, 1907
- Micromidia Fraser, 1959
- Neocordulia Selys, 1882
- Neophya Selys, 1881
- Nesocordulia McLachlan, 1882
- Oxygastra Selys, 1870
- Pseudocordulia Tillyard, 1909
- Syncordulia Selys, 1882
- Parasynthemis Carle, 1995
- Synthemiopsis Tillyard, 1917
- Synthemis Selys, 1870
- Tonyosynthemis Theischinger, 1998